# Mike Rockenfeller
Michael „Mike“ Rockenfeller (* 31. Oktober 1983 in Neuwied) ist ein deutscher Automobilrennfahrer. Er gewann 2005 die GT2-Wertung der FIA-GT-Meisterschaft und 2008 die LMP1-Klasse der Le Mans Series. 2010 entschied er auf einem Audi R15 TDI Plus zusammen mit seinen beiden Team-/Fahrerkollegen Timo Bernhard und Romain Dumas das 24-Stunden-Rennen von Le Mans für sich. Seit 2007 tritt er in der DTM als Werksfahrer für Audi an. Ab 2012 startete er für Phoenix Racing. 2013 gewann er die Fahrerwertung der DTM.

## Karriere
Rockenfeller saß im Alter von zehn Jahren erstmals im Kart und entschied sich später, im Motorsport aktiv zu werden. 1995 begann er im Kartsport, den er bis 2000 ausübte. Im Jahr 2000 gewann er die Gesamtwertung der „Jörg van Ommen Kart Serie“, die ihm ein Cockpit in der Formel König für die folgende Saison einbrachte. In dieser Serie gelang ihm ein Sieg und er beendete die Saison auf dem vierten Platz in der Meisterschaft.
Ende 2001 nahm Rockenfeller an einem Sichtungslehrgang für Nachwuchsfahrer von Porsche teil und erhielt anschließend einen Werksvertrag. Er startete für das UPS-Porsche-Junior-Team im deutschen Porsche Carrera Cup und schloss seine erste Saison auf dem zehnten Gesamtrang ab. Außerdem nahm er an vier Rennen des Porsche Supercups teil. 2003 gewann Rockenfeller ein Rennen im deutschen Porsche Carrera Cup. In der Meisterschaft musste er sich mit 136 zu 126 Punkten nur Frank Stippler geschlagen geben. Außerdem trat er abermals zu Rennen im Porsche Supercup an und feierte auch in dieser Rennserie seinen ersten Sieg. 2004 absolvierte Rockenfeller seine dritte Saison im deutschen Porsche Carrera Cup. Er stand in jedem Rennen auf dem Podium, gewann fünf von neun Rennen und gewann den Meistertitel vor Wolf Henzler. Im Porsche Supercup, in dem er zu sechs Rennen antrat, beendete er fünf Rennen auf dem Podium und erzielte zwei Siege. Außerdem gab Rockenfeller 2004 in einem Porsche 996 GT3 RS sein Debüt beim 24-Stunden-Rennen von Le Mans.
2005 wechselte Rockenfeller in die FIA-GT-Meisterschaft. Mit seinem Teamkollegen Marc Lieb gewann er bei sechs von elf Rennen, unter anderem bei dem 24-Stunden-Rennen von Spa-Francorchamps, die GT2-Wertung. Beim 24-Stunden-Rennen von Le Mans wurde er zusammen mit Lieb und Leo Hindery Klassensieger der GT2. Außerdem startete er in der American Le Mans Series (ALMS), die er auf dem zehnten Platz der GT-Wertung abschloss, und zu einem Rennen der Grand-Am Sports Car Series. 2006 wurde Rockenfeller Achter in der GT2- sowie der LMP2-Wertung der ALMS. Erfolgreicher war er in der Grand-Am Sports Car Series, in der er zwei Rennen gewann und Fünfter in der DP-Wertung wurde. Außerdem trat er zu einem Rennen der FIA-GT-Meisterschaft an und gewann das 24-Stunden-Rennen auf dem Nürburgring.

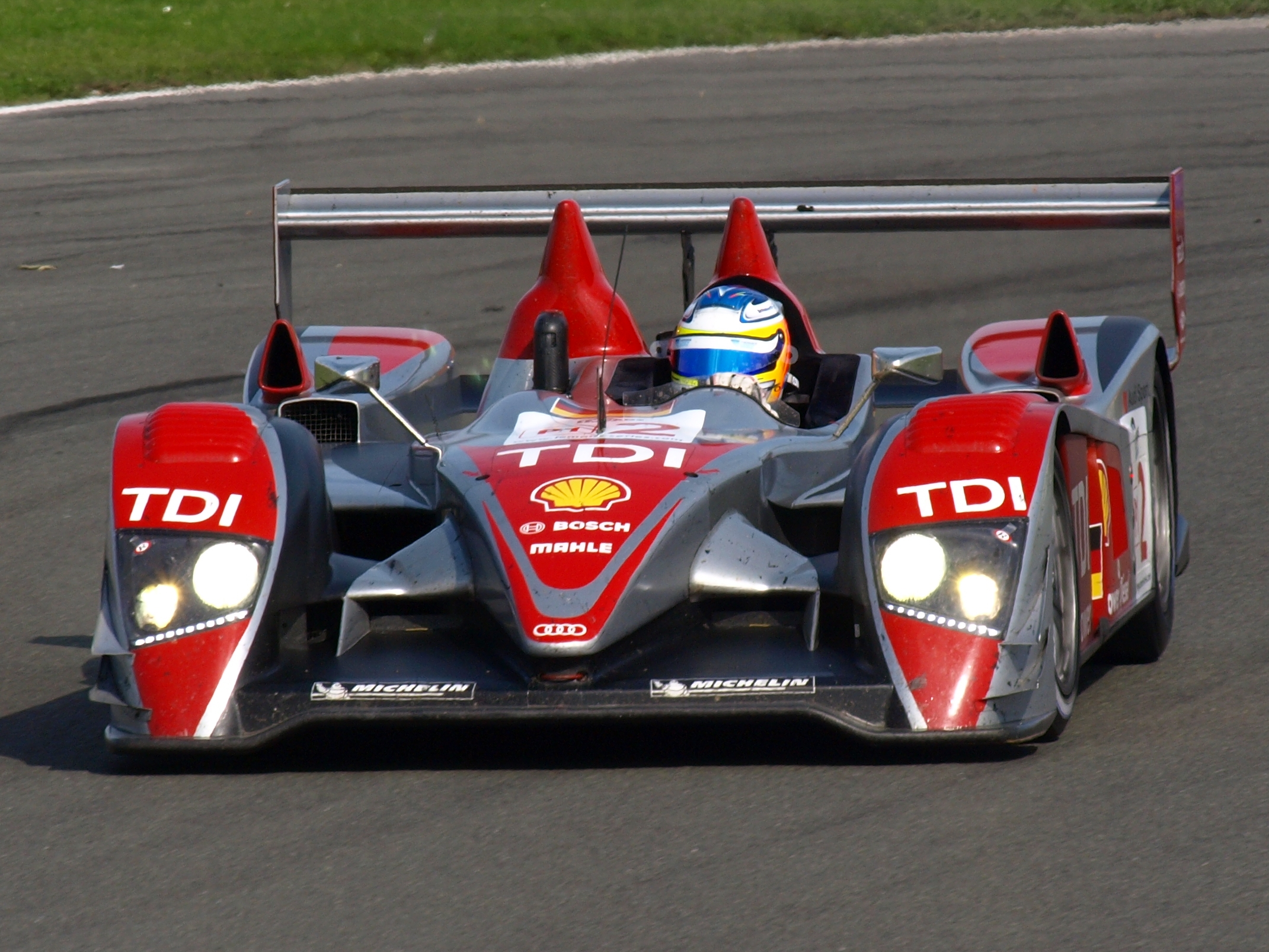
Rockenfeller in einem LMP1-Audi 2008 beim 1000-km-Rennen von Silverstone 2008

2007 wechselte Rockenfeller zu Audi und trat für das Team Rosberg in der DTM an. Er erhielt ein Vorjahresmodell des Audi A4 DTM. Bereits in seinem zweiten Rennen in der Motorsport Arena Oschersleben erzielte er mit einem dritten Platz seine erste DTM-Podest-Platzierung. Mit zwei weiteren Punkteplatzierungen schloss er die Saison mit elf Punkten auf dem zwölften Gesamtrang ab. Seinem Teamkollegen Lucas Luhr gelang es in der Saison nur einen Punkt zu erzielen. Außerdem startete Rockenfeller für Audi zu einem ALMS-Rennen sowie zum 24-Stunden-Rennen von Le Mans. In beiden Rennserien trat er in einem LMP1-Fahrzeug an. Darüber hinaus nahm er in einem Porsche an einem Rennen der Grand-Am Sports Car Series teil. 2008 erhielt Rockenfeller mit Markus Winkelhock einen neuen Teamkollegen in der DTM. Beide Piloten erzielten sechs Punkte. Da Rockenfeller mit einem fünften Platz die bestes Platzierung der beiden herausfuhr, schloss er die Saison vor Winkelhock auf dem elften Gesamtrang ab. Erfolgreicher war Rockenfeller in der Le Mans Series. Zusammen mit Alexandre Prémat gewann er den Meistertitel der LMP1-Kategorie. Beim 24-Stunden-Rennen von Le Mans erzielte er zusammen mit Luhr und Prémat den vierten Gesamtrang, welcher seine bis dahin beste Platzierung darstellte. Darüber hinaus nahm Rockenfeller erneut an je einem Rennen der ALMS und der Grand-Am Sports Car Series teil.

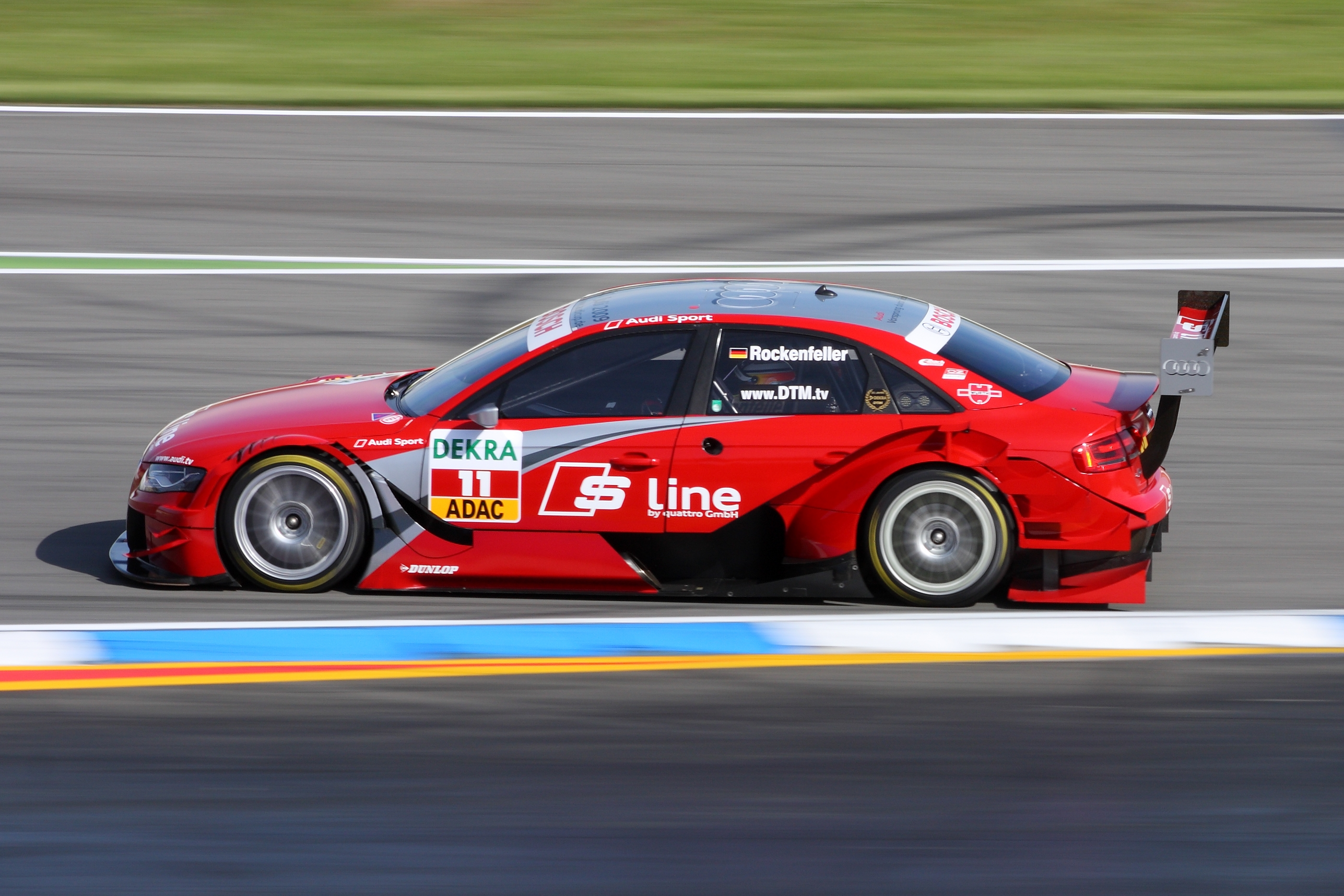
Mike Rockenfeller beim DTM-Saisonauftakt 2009 in Hockenheim

2009 unterlag Rockenfeller in der DTM erstmals seinem Teamkollegen. Während Winkelhock Zehnter wurde, beendete Rockenfeller die Saison auf dem vierzehnten Gesamtrang. Darüber hinaus nahm er in diesem Jahr an einem ALMS-Rennen und dem 24-Stunden-Rennen von Le Mans teil. 2010 wechselte Rockenfeller innerhalb der DTM zum Team Phoenix, das ebenfalls Audi-„Jahreswagen“ einsetzte. Er traf bei seinem neuen Rennstall auf Prémat, mit dem er bereits Rennen in Le-Mans-Prototypen bestritten hatte. Nachdem Rockenfeller bereits bei vier Rennen Punkte erzielt hatte, folgte beim zweiten Rennen auf dem Hockenheimring mit einem dritten Platz seine beste Saisonplatzierung. Er schloss die Saison auf dem siebten Platz in der Meisterschaft als bester Pilot eines Audi-Jahreswagens ab. Er ließ zudem zwei Audi-Fahrer mit dem aktuellen Modell hinter sich. In den Sportwagenrennen war Rockenfeller 2010 ebenfalls erfolgreich. Nachdem er im Januar das 24-Stunden-Rennen von Daytona gewonnen hatte, folgte im Juni der Gesamtsieg beim 24-Stunden-Rennen von Le Mans. Zusammen mit Timo Bernhard und Romain Dumas pilotiert er bei dem französischen Langstreckenrennen einen Audi R15 TDI Plus. Darüber hinaus nahm Rockenfeller 2010 an je einem Rennen der Le Mans Series und der FIA-GT3-Europameisterschaft teil.

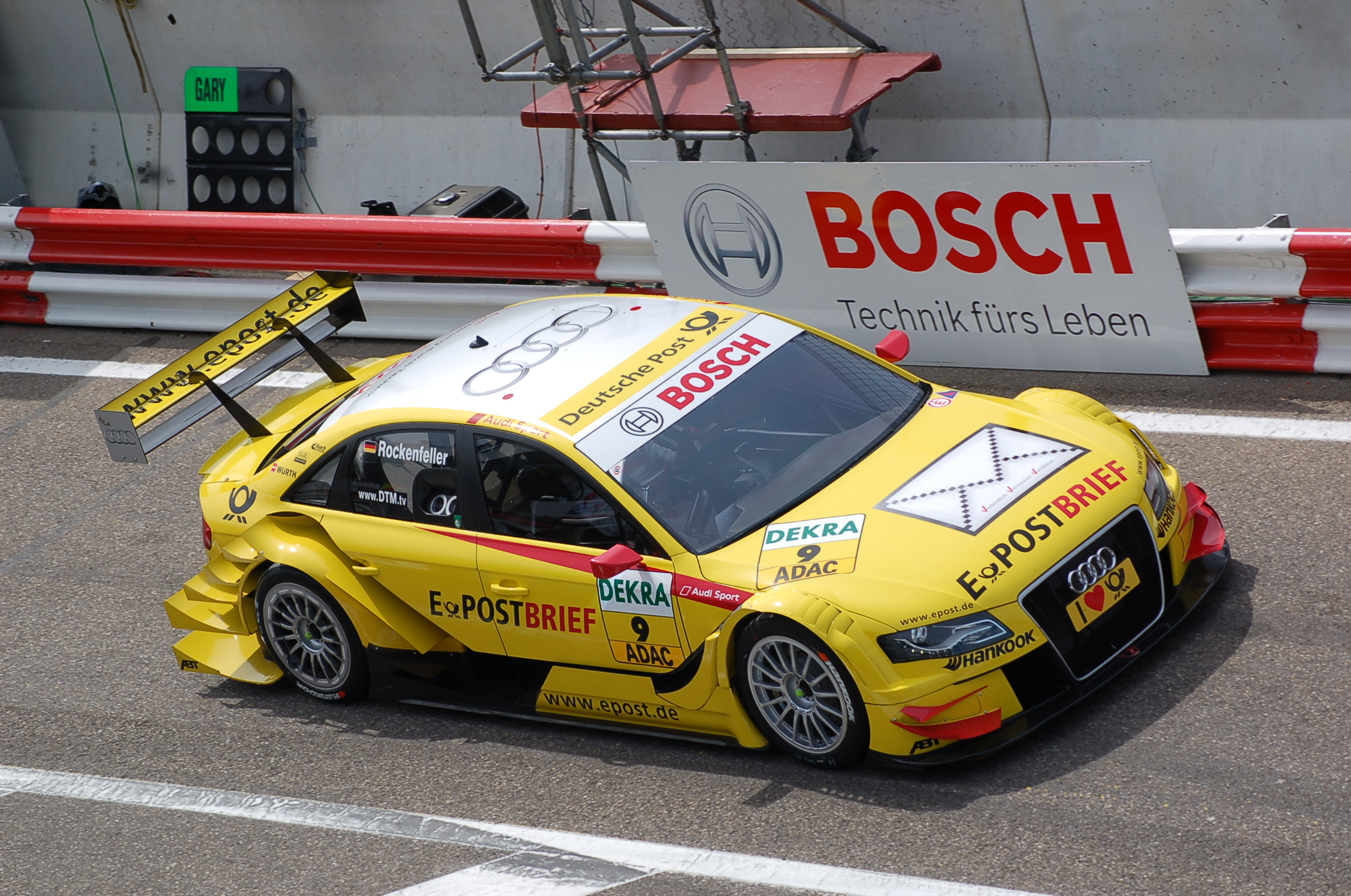
In der DTM erhielt Rockenfeller 2011 ein aktuelles Audi-Modell

2011 nahm Rockenfeller erneut parallel an Sportwagen- und Tourenwagenrennen teil. In der DTM wechselte er vor dieser Saison zu Abt Sportsline und erhielt erstmals ein aktuelles Rennfahrzeug. Beim zweiten Rennen in Zandvoort gewann Rockenfeller sein erstes DTM-Rennen. Beim vierten Rennen auf dem EuroSpeedway Lausitz wurde er durch Tom Kristensen vertreten, da er nach einem Unfall bei einem Sportwagenrennen eine Woche zuvor sicherheitshalber pausierte. Am Saisonende belegte er den sechsten Gesamtrang. Im Sportwagensport nimmt Rockenfeller 2011 für Audi am Intercontinental Le Mans Cup (ILMC) teil. Beim 24-Stunden-Rennen von Le Mans, das ab dieser Saison im ILMC zählte, hatte Rockenfeller am Samstagabend in der Dunkelheit einen schweren Unfall. Beim Überrunden wurde er von dem von Robert Kauffman gesteuerten Ferrari 458 Italia GTC getroffen und schlug mit einer Geschwindigkeit von 307 km/h in die Streckenbegrenzung ein. Rockenfeller konnte seinen Audi R18 aus eigener Kraft verlassen und wurde anschließend in ein Krankenhaus gebracht. Zuvor war bereits Rockenfellers Audi-Markenkollege Allan McNish schwer verunglückt. Infolgedessen sagte er ein DTM-Rennen sowie die Teilnahme am 24-Stunden-Rennen auf dem Nürburgring ab. Außerdem trat Rockenfeller 2011 zu einem Rennen der Blancpain Endurance Series an.
2012 kehrte Rockenfeller in der DTM zu Phoenix zurück, die mit dem Audi A5 DTM auch das neue Audi-DTM-Fahrzeug einsetzten. Rockenfellers bestes Resultat war ein zweiter Platz in Zandvoort. Bei diesem verlor er die Führung im Rennen an seinen Markenkollegen Edoardo Mortara. Rockenfeller war als Gesamtvierter bester Audi-Pilot und zudem der am besten platzierte Fahrer ohne Sieg. Außerdem nahm Rockenfeller an einem Rennen der Rolex Sports Car Series teil und startete zum 24-Stunden-Rennen von Le Mans. Dort wurde er zusammen mit Marco Bonanomi und Oliver Jarvis Dritter.
2013 blieb Rockenfeller in der DTM bei Phoenix. Beim zweiten Rennen in Brands Hatch gewann Rockenfeller von der Pole-Position startend. Auf dem EuroSpeedway Lausitz wurde er Zweiter. In Wolokolamsk erzielte er seinen zweiten Saisonsieg von der Pole-Position startend. Beim vorletzten Saisonrennen in Zandvoort reichte Rockenfeller ein zweiter Platz, um vorzeitig die Fahrerwertung für sich zu entscheiden. Darüber hinaus ging er zu einem Rennen der Rolex Sports Car Series in der DP-Klasse an den Start.
2014 ging Rockenfeller erneut für Phoenix in der DTM an den Start. Mit drei zweiten Plätzen als beste Resultate wurde er Gesamtdritter. Darüber hinaus trat er 2014 zu drei Rennen der neugegründeten United SportsCar Championship (USCC) an.
2015 blieb Rockenfeller bei Phoenix in der DTM. Er wählte die 99 als seine Startnummer. Er erzielte einen Sieg in Wolokolamsk und erreichte den zehnten Gesamtrang. Ferner nahm er erneut an Rennen der USCC teil und er startete in der Blancpain Endurance Series.
2016 absolvierte Rockenfeller eine weitere DTM-Saison für Phoenix. Zum letzten Rennwochenende kehrte er zu Abt zurück und vertrat dort Mattias Ekström. Er schloss die Saison auf dem 19. Platz der Fahrerwertung ab.
2017 hatte Rockenfeller im zweiten Lauf auf dem Norisring einen schweren Unfall, als sich Gary Paffett drehte und in die Fahrertür von Rockenfeller prallte. Rockenfeller und Paffett konnten ihre Fahrzeuge aus eigener Kraft verlassen, jedoch hatte sich Rockenfeller den linken Fuß gebrochen. Er nahm trotzdem am nächsten Rennen in Moskau teil, ohne seinen linken Fuß im Rennen zu benutzen. Er beendete das Rennen trotz der Einschränkung auf dem zweiten Platz. In Zandvoort holte Rockenfeller seinen ersten Saisonsieg. Er kam auf dem zweiten Platz ins Ziel, bekam aber den Sieg zugeschrieben, nachdem der eigentliche Sieger Marko Wittmann nachträglich disqualifiziert wurde. Er beendete die Saison mit sechs Platzierungen unter den ersten drei einschließlich einem Sieg auf dem 4. Gesamtrang.
2018 trat Rockenfeller erneut für das Audi Sport Team Phoenix an und belegte mit zwei zweiten Plätzen in Hockenheim sowie Spielberg, den 11. Gesamtplatz.
2019 blieb Rockenfeller erneut bei Phoenix, fuhr jedoch mit einer neuen Lackierung des Abgasanlagen-Herstellers Akrapovič, nachdem er sieben Jahre mit "Schaeffler"-Lackierung fuhr. Schon im ersten Rennen der Saison erreichte er einen 2. Platz. Auf dem Norisring erreichte Rockenfeller Platz drei. Am nächsten Rennwochenende in Assen erzielte er seinen ersten Saisonsieg. Er gewann das Rennen, nachdem er auf Platz 3 gestartet war und seine Reifen im Gegensatz zu Markenkollege René Rast schonte. Rast musste einen zweiten Boxenstopp einlegen, während Rockenfeller mit einem Stopp das Rennen beendete. Bei dem Saisonfinale in Hockenheim holte Rockenfeller im Sonntagsqualifying seine siebte Pole der Karriere. Aufgrund einer Strafe startete er das Rennen jedoch auf Platz 6. Er beendete das Rennen auf dem zweiten Platz. Mit sieben Plätzen unter den ersten drei einschließlich einem Sieg beendete er die Saison auf dem vierten Gesamtrang.
2020 gewann Rockenfeller kein Rennen und landete lediglich zweimal auf dem Podest, dennoch reichte seine konstante Leistung abermals für den vierten Gesamtrang.
2021 wird Rockenfeller nach acht Jahren zu Abt Sportsline wechseln, da Phoenix nicht mehr im Feld vertreten ist.

## Persönliches
Rockenfeller lebt seit 2013 in Landschlacht am Bodensee. Die Schule schloss er mit der Mittleren Reife ab. In der Kfz-Werkstatt seiner Eltern und auf dem Bauernhof seiner Großeltern kam er bereits in jungen Jahren mit verschiedenen Fahrzeugen in Kontakt. Er absolvierte in dem Betrieb eine Ausbildung zum Kfz-Mechaniker und arbeitete am Anfang seiner Motorsportkarriere weiterhin in dem Betrieb. Rockenfeller ist verheiratet und hat zwei Söhne.

## Statistik

### Karrierestationen
| - 1995–2000: Kartsport - 2001: Formel König (Platz 4) - 2002: Deutscher Porsche Carrera Cup (Platz 10) - 2002: Porsche Supercup - 2003: Deutscher Porsche Carrera Cup (Platz 2) - 2003: Porsche Supercup - 2004: Deutscher Porsche Carrera Cup (Meister) - 2004: Porsche Supercup - 2005: FIA-GT-Meisterschaft, GT2 (Meister) - 2005: ALMS, GT (Platz 10) - 2005: Rolex Sports Car Series, GT (Platz 55) - 2005: Le Mans Series, GT2 (Platz 13) - 2006: Rolex Sports Car Series, DP (Platz 5) - 2006: ALMS, GT2 (Platz 8) - 2006: ALMS, LMP2 (Platz 8) | - 2006: FIA-GT-Meisterschaft, GT2 (Platz 39) - 2007: DTM (Platz 12) - 2007: ALMS, LMP1 (Platz 15) - 2007: Rolex Sports Car Series, DP (Platz 59) - 2008: DTM (Platz 11) - 2008: Le Mans Series, LMP1 (Meister) - 2008: ALMS, LMP1 (Platz 12) - 2008: Rolex Sports Car Series, DP (Platz 62) - 2009: DTM (Platz 14) - 2009: ALMS, LMP1 (Platz 15) - 2010: DTM (Platz 7) - 2010: Rolex Sports Car Series, DP (Platz 38) - 2010: Le Mans Series, LMP1 (Platz 21) - 2010: FIA-GT3-EM (Platz 14) - 2011: DTM (Platz 6) | - 2011: Intercontinental Le Mans Cup, LMP1 - 2011: Blancpain Endurance Series, GT3 Pro (Platz 28) - 2012: DTM (Platz 4) - 2012: Rolex Sports Car Series, GT (Platz 68) - 2013: DTM (Meister) - 2013: Rolex Sports Car Series, DP (Platz 34) - 2014: DTM (Platz 3) - 2014: USCC, Prototype (Platz 28) - 2015: DTM (Platz 10) - 2015: USCC, Prototype (Platz 14) - 2015: Blancpain Endurance Series, Pro (Platz 19) - 2016: DTM (Platz 19) - 2017: DTM (Platz 4) - 2018: DTM (Platz 11) - 2019: DTM |

### Le-Mans-Ergebnisse
| Jahr | Team                     | Fahrzeug                | Teamkollege    | Teamkollege      | Platzierung             | Ausfallgrund |
| ---- | ------------------------ | ----------------------- | -------------- | ---------------- | ----------------------- | ------------ |
| 2004 | Orbit Racing             | Porsche 996 GT3 RS      | Marc Lieb      | Leo Hindery      | Ausfall                 | Getriebe     |
| 2005 | Alex Job Racing          | Porsche 996 GT3 RS      | Marc Lieb      | Leo Hindery      | Rang 10 und Klassensieg |              |
| 2007 | Audi Sport Team Joest    | Audi R10 TDI            | Lucas Luhr     | Alexandre Prémat | Ausfall                 | Unfall       |
| 2008 | Audi Sport Team Joest    | Audi R10 TDI            | Lucas Luhr     | Alexandre Prémat | Rang 4                  |              |
| 2009 | Audi Sport North America | Audi R15 TDI            | Lucas Luhr     | Marco Werner     | Ausfall                 | Unfall       |
| 2010 | Audi Sport North America | Audi R15 TDI Plus       | Timo Bernhard  | Romain Dumas     | Gesamtsieg              |              |
| 2011 | Audi Sport Team Joest    | Audi R18                | Timo Bernhard  | Romain Dumas     | Ausfall                 | Unfall       |
| 2012 | Audi Sport North America | Audi R18 ultra          | Oliver Jarvis  | Marco Bonanomi   | Rang 3                  |              |
| 2018 | Corvette Racing          | Chevrolet Corvette C7.R | Antonio García | Jan Magnussen    | Rang 18                 |              |
| 2019 | Corvette Racing          | Chevrolet Corvette C7.R | Antonio García | Jan Magnussen    | Rang 28                 |              |
| 2023 | Hendrick Motorsports     | Chevrolet Camaro ZL1    | Jenson Button  | Jimmie Johnson   | Rang 39                 |              |

### Sebring-Ergebnisse
| Jahr | Team                             | Fahrzeug                | Teamkollege      | Teamkollege       | Platzierung            | Ausfallgrund |
| ---- | -------------------------------- | ----------------------- | ---------------- | ----------------- | ---------------------- | ------------ |
| 2004 | BAM! British American Motorsport | Porsche 911 GT3-RS      | Peter Baron      | Leo Hindery       | Rang 13                |              |
| 2005 | BAM!                             | Porsche 996 GT3-RSR     | Martin Jensen    | Tony Burgess      | Ausfall                | Motorschaden |
| 2006 | Alex Job Racing                  | Porsche 996 GT3-RSR     | Klaus Graf       | Graham Rahal      | Rang 14                |              |
| 2008 | Audi Sport North America         | Audi R10 TDI            | Marco Werner     | Lucas Luhr        | Rang 6                 |              |
| 2009 | Audi Sport North America         | Audi R15                | Marco Werner     | Lucas Luhr        | Rang 3                 |              |
| 2011 | Audi Sport Team Joest            | Audi R15 TDI            | Timo Bernhard    | Romain Dumas      | Rang 5                 |              |
| 2014 | Spirit of Daytona Racing         | Chevrolet Corvette DP   | Michael Valiante | Richard Westbrook | Rang 29                |              |
| 2015 | VisitFlorida.com Racing          | Chevrolet Corvette DP   | Michael Valiante | Richard Westbrook | Rang 3                 |              |
| 2016 | Corvette Racing                  | Chevrolet Corvette C7.R | Jan Magnussen    | Antonio García    | Rang 38                |              |
| 2017 | Corvette Racing                  | Chevrolet Corvette C7.R | Jan Magnussen    | Antonio García    | Rang 7 und Klassensieg |              |
| 2018 | Corvette Racing                  | Chevrolet Corvette C7.R | Jan Magnussen    | Antonio García    | Rang 35                |              |
| 2019 | Corvette Racing                  | Chevrolet Corvette C7.R | Jan Magnussen    | Antonio García    | Rang 12                |              |
| 2022 | Ally Cadillac Racing             | Cadillac DPi V.R        | Kamui Kobayashi  | José María López  | Rang 6                 |              |
| 2024 | Ford Multimatic Motorsports      | Ford Mustang GT3        | Christopher Mies | Harry Tincknell   | Rang 26                |              |
| 2025 | Ford Multimatic Motorsports      | Ford Mustang GT3        | Ben Barker       | Sebastian Priaulx | Rang 23                |              |

### Einzelergebnisse in der FIA-Langstrecken-Weltmeisterschaft
| Saison  | Team                 | Rennwagen               | 1   | 2   | 3   | 4   | 5   | 6   | 7   | 8   |
| ------- | -------------------- | ----------------------- | --- | --- | --- | --- | --- | --- | --- | --- |
| 2012    | Audi North America   | Audi R18                | SEB | SPA | LEM | SIL | SAO | BAH | FUJ | SHA |
| 2012    | Audi North America   | Audi R18                | 3   |     |     |     |     |     |     |     |
| 2018/19 | Corvette Racing      | Chevrolet Corvette C7.R | SPA | LEM | SIL | FUJ | SHA | SEB | SPA | LEM |
| 2018/19 | Corvette Racing      | Chevrolet Corvette C7.R |     | 18  |     |     |     |     |     | 28  |
| 2019/20 | Corvette Racing      | Chevrolet Corvette C8.R | SIL | FUJ | SHA | BAH | AUS | SPA | LEM | BAH |
| 2019/20 | Corvette Racing      | Chevrolet Corvette C8.R |     | 18  |     |     |     |     |     |     |
| 2022    | Vector Sport         | Oreca 07                | SEB | SPA | LEM | MON | FUJ | BAH |     |     |
| 2022    | Vector Sport         | Oreca 07                | 33  |     |     |     |     |     |     |     |
| 2023    | Hendrick Motorsports | Chevrolet Camaro ZL1    | SEB | POR | SPA | LEM | MON | FUJ | BAH |     |
| 2023    | Hendrick Motorsports | Chevrolet Camaro ZL1    | 39  |     |     |     |     |     |     |     |

### Einzelergebnisse in der DTM
| Saison | Team                    | Hersteller | 1   | 2   | 3   | 4   | 5   | 6   | 7   | 8   | 9   | 10  | 11  | 12  | 13  | 14  | 15  | 16  | 17  | 18  | 19  | 20  | Punkte | Rang |
| ------ | ----------------------- | ---------- | --- | --- | --- | --- | --- | --- | --- | --- | --- | --- | --- | --- | --- | --- | --- | --- | --- | --- | --- | --- | ------ | ---- |
| 2007   | Team Rosberg            | Audi       | HO1 | OSC | LAU | BRH | NOR | MUG | ZAN | NÜR | BAR | HO2 |     |     |     |     |     |     |     |     |     |     | 11     | 12.  |
| 2007   | Team Rosberg            | Audi       | 12  | 3   | 13  | DNF | 13  | 6   | 10  | 17  | 7   | DNF |     |     |     |     |     |     |     |     |     |     | 11     | 12.  |
| 2008   | Team Rosberg            | Audi       | HO1 | OSC | MUG | LAU | NOR | ZAN | NÜR | BRH | BAR | LEM | HO2 |     |     |     |     |     |     |     |     |     | 6      | 11.  |
| 2008   | Team Rosberg            | Audi       | 10  | 7   | 14  | 9   | 13  | 10  | 15  | 13  | 5   | 9   | 9   |     |     |     |     |     |     |     |     |     | 6      | 11.  |
| 2009   | Team Rosberg            | Audi       | HO1 | LAU | NOR | ZAN | OSC | NÜR | BRH | BAR | DIJ | HO2 |     |     |     |     |     |     |     |     |     |     | 4      | 14.  |
| 2009   | Team Rosberg            | Audi       | DNF | 7   | 9   | DNF | 13  | 10  | 7   | 12  | 13  | 9   |     |     |     |     |     |     |     |     |     |     | 4      | 14.  |
| 2010   | Team Phoenix            | Audi       | HO1 | VAL | LAU | NOR | NÜR | ZAN | BRH | OSC | HO2 | ADR | SHA |     |     |     |     |     |     |     |     |     | 22     | 7.   |
| 2010   | Team Phoenix            | Audi       | 5   | 6   | 4   | 12  | 9   | 13  | 9   | 5   | 3   | 16  | 12  |     |     |     |     |     |     |     |     |     | 22     | 7.   |
| 2011   | Abt Sportsline          | Audi       | HO1 | ZAN | SPI | LAU | NOR | NÜR | BRH | OSC | VAL | HO2 |     |     |     |     |     |     |     |     |     |     | 31     | 6.   |
| 2011   | Abt Sportsline          | Audi       | 11  | 1   | 5   | INJ | 14  | 3   | 6   | 6   | 9   | 4   |     |     |     |     |     |     |     |     |     |     | 31     | 6.   |
| 2012   | Phoenix Racing          | Audi       | HO1 | LAU | BRH | SPI | NOR | NÜR | ZAN | OSC | VAL | HO2 |     |     |     |     |     |     |     |     |     |     | 85     | 4.   |
| 2012   | Phoenix Racing          | Audi       | 5   | 13  | 3   | 7   | 6   | 5   | 2   | 6   | 5   | DNF |     |     |     |     |     |     |     |     |     |     | 85     | 4.   |
| 2013   | Phoenix Racing          | Audi       | HO1 | BRH | SPI | LAU | NOR | MOS | NÜR | OSC | ZAN | HO2 |     |     |     |     |     |     |     |     |     |     | 142    | 1.   |
| 2013   | Phoenix Racing          | Audi       | 8   | 1   | 4   | 2   | 5   | 1   | 4   | 2   | 2   | 16  |     |     |     |     |     |     |     |     |     |     | 142    | 1.   |
| 2014   | Phoenix Racing          | Audi       | HO1 | OSC | HUN | NOR | MOS | SPI | NÜR | LAU | ZAN | HO2 |     |     |     |     |     |     |     |     |     |     | 72     | 3.   |
| 2014   | Phoenix Racing          | Audi       | 4   | 2   | 10  | 8   | DNF | 13  | 2   | 10  | 15  | 2   |     |     |     |     |     |     |     |     |     |     | 72     | 3.   |
| 2015   | Phoenix Racing          | Audi       | HO1 | HO1 | LAU | LAU | NOR | NOR | ZAN | ZAN | SPI | SPI | MOS | MOS | OSC | OSC | NÜR | NÜR | HO2 | HO2 |     |     | 83     | 10.  |
| 2015   | Phoenix Racing          | Audi       | 5   | 6   | 9   | 10  | 14  | DNF | 8   | 11  | 8   | 4   | 10  | 1   | DNF | 19  | 11  | 7   | 5   | 16  |     |     | 83     | 10.  |
| 2016   | Phoenix Racing          | Audi       | HO1 | HO1 | SPI | SPI | LAU | LAU | NOR | NOR | ZAN | ZAN | MOS | MOS | NÜR | NÜR | HUN | HUN | HO2 | HO2 |     |     | 31     | 19.  |
| 2016   | Phoenix Racing          | Audi       | DNF | 10  | 12  | 8   | 19  | 17  | 18  | DSQ | 14  | 15  | 16  | 15  | 14  | 22  | 4   | 8   |     |     |     |     | 31     | 19.  |
| 2016   | Team Abt Sportsline     | Audi       |     |     |     |     |     |     |     |     |     |     |     |     |     |     |     |     | 5   | 11  |     |     | 31     | 19.  |
| 2017   | Audi Sport Team Phoenix | Audi       | HO1 | HO1 | LAU | LAU | HUN | HUN | NOR | NOR | MOS | MOS | ZAN | ZAN | NÜR | NÜR | SPI | SPI | HO2 | HO2 |     |     | 167    | 4.   |
| 2017   | Audi Sport Team Phoenix | Audi       | 3   | 7   | 5   | 5   | 4   | 10  | 13  | DNF | 2   | 12  | 4   | 1   | 14  | 17  | 7   | 2   | 2   | 3   |     |     | 167    | 4.   |
| 2018   | Audi Sport Team Phoenix | Audi       | HO1 | HO1 | LAU | LAU | HUN | HUN | NOR | NOR | ZAN | ZAN | BRH | BRH | MIS | MIS | NÜR | NÜR | SPI | SPI | HO2 | HO2 | 87     | 11.  |
| 2018   | Audi Sport Team Phoenix | Audi       | 14  | 2   | 11  | 8   | 11  | 4   | 15  | 16  | 15  | 16  | 10  | 6   | 10  | 9   | 6   | 13  | 23  | 8   | 6   | 11  | 87     | 11.  |
| 2019   | Audi Sport Team Phoenix | Audi       | HO1 | HO1 | ZOL | ZOL | MIS | MIS | NOR | NOR | ASS | ASS | BRH | BRH | LAU | LAU | NÜR | NÜR | HO2 | HO2 |     |     | 182    | 4.   |
| 2019   | Audi Sport Team Phoenix | Audi       | 2   | DNF | 5   | 4   | 6   | 10  | DNF | 3   | 9   | 13  | 7   | 6   | 3   | 3   | DNF | 73  | 3   | 21  |     |     | 182    | 4.   |

| Legende  | Legende            | Legende                                                          |
| Farbe    | Abkürzung          | Bedeutung                                                        |
| -------- | ------------------ | ---------------------------------------------------------------- |
| Gold     | –                  | Sieg                                                             |
| Silber   | –                  | 2. Platz                                                         |
| Bronze   | –                  | 3. Platz                                                         |
| Grün     | –                  | Platzierung in den Punkten                                       |
| Blau     | –                  | Klassifiziert außerhalb der Punkteränge                          |
| Violett  | DNF                | Rennen nicht beendet (did not finish)                            |
| Violett  | NC                 | nicht klassifiziert (not classified)                             |
| Rot      | DNQ                | nicht qualifiziert (did not qualify)                             |
| Rot      | DNPQ               | in Vorqualifikation gescheitert (did not pre-qualify)            |
| Schwarz  | DSQ                | disqualifiziert (disqualified)                                   |
| Weiß     | DNS                | nicht am Start (did not start)                                   |
| Weiß     | WD                 | zurückgezogen (withdrawn)                                        |
| Hellblau | PO                 | nur am Training teilgenommen (practiced only)                    |
| Hellblau | TD                 | Freitags-Testfahrer (test driver)                                |
| ohne     | DNP                | nicht am Training teilgenommen (did not practice)                |
| ohne     | INJ                | verletzt oder krank (injured)                                    |
| ohne     | EX                 | ausgeschlossen (excluded)                                        |
| ohne     | DNA                | nicht erschienen (did not arrive)                                |
| ohne     | C                  | Rennen abgesagt (cancelled)                                      |
| ohne     | keine WM-Teilnahme |                                                                  |
| sonstige | P/fett             | Pole-Position                                                    |
| sonstige | 1/2/3/4/5/6/7/8    | Punktplatzierung im Sprint-/Qualifikationsrennen                 |
| sonstige | SR/kursiv          | Schnellste Rennrunde                                             |
| sonstige | *                  | nicht im Ziel, aufgrund der zurückgelegten Distanz aber gewertet |
| sonstige | ()                 | Streichresultate                                                 |
| sonstige | unterstrichen      | Führender in der Gesamtwertung                                   |

## Ehrungen
- ADAC Motorsportler des Jahres 2013